# نيد كيربي
نيد كيربي (بالإنجليزية: Ned Kirby)‏ هو لاعب كرة القدم الغالية أيرلندي، ولد في 1949 في Glanworth ‏ في جمهورية أيرلندا.